# Saint-Pierre-de-Belleville
Saint-Pierre-de-Belleville é uma comuna francesa na região administrativa de Auvérnia-Ródano-Alpes, no departamento de Saboia. Estende-se por uma área de 7,46 km². Em 2010 a comuna tinha 179 habitantes (densidade: 24 hab./km²).